# Jan Gruter

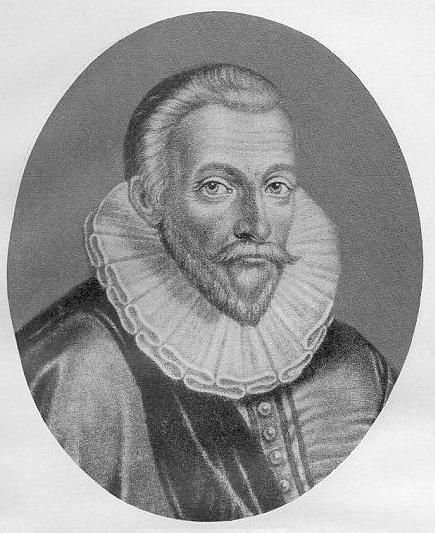
Jan Gruter

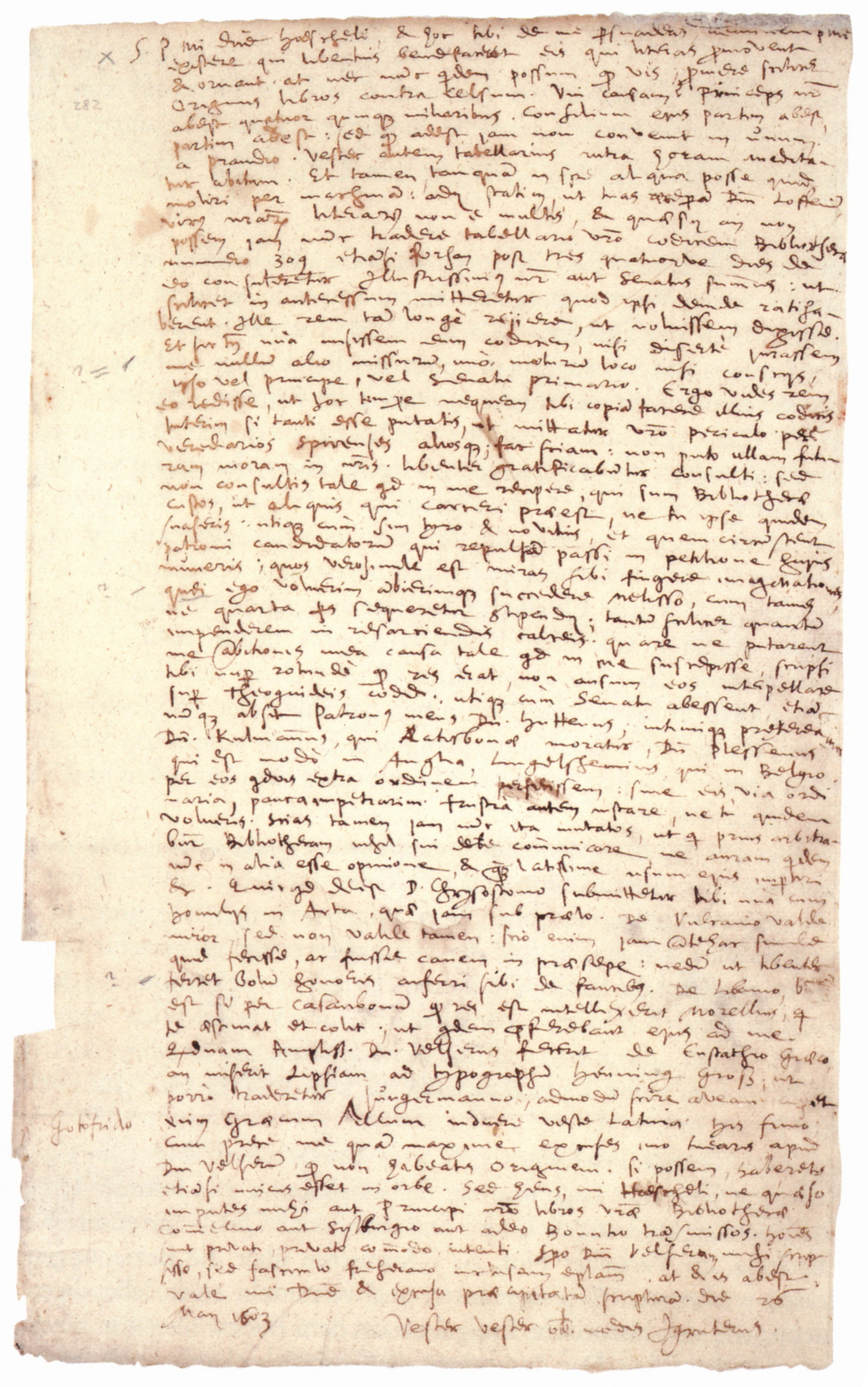
Brief Gruters an David Höschel, 26. Mai 1603

Jan Gruter (latinisiert Janus Gruterus, eigentlich Jan de Gruytere; * 3. Dezember 1560 in Antwerpen; † 10. oder 20. September 1627 auf dem Bierhelderhof bei Heidelberg) war ein Humanist, Epigraphiker, Schriftsteller, Universalgelehrter und Bibliothekar.

## Leben
Janus Gruter war ein Sohn des Antwerpener Kaufmanns und Bürgermeisters Walter (Wouter) de Gruutere († 1588 in Danzig) und der Catherine Tishem (Thysmayer) († 1595) aus Norwich. Gruters Familie floh während des niederländischen Befreiungskrieges nach Großbritannien. Dort studierte Gruter ab 1577 an der University of Cambridge Jura. Später wechselte er an die Universität Leiden, wo er unter anderem Schüler bei Hugo Donellus und Justus Lipsius wurde. 1584 schloss Gruter sein Studium mit der Promotion zum Dr. iur. ab. Auf das Studium folgte eine Art Cavalierstour, welche Gruter in fast fünf Jahren an viele Universitäten in Deutschland, Frankreich, Italien und der Schweiz führten. An der Universität Rostock fand diese akademische Wanderschaft ein vorläufiges Ende. Hier hielt er ab 1586 historische Vorlesungen und verkehrte auch in Danzig.
Über ein Sondervotum gelangte der damals in Gelehrtenkreisen anerkannte Philologe Gruter 1590 an die Universität Wittenberg. Hier trat er die Nachfolge von Andreas Franckenberger als Professor für Geschichte an. In Wittenberg verfasste Gruter 1591 sein erstes bedeutendes Werk „Suspicionum libri IX“, das eine Sammlung textkritischer Bemerkungen zu verschiedenen lateinischen Autoren wie Plautus, Seneca und Apuleius war. Nach dem Tod des Kurfürsten Christian I. von Sachsen wurde die sächsische Kirchenordnung von 1580 außer Kraft gesetzt und die Mitglieder der Wittenberger Universität mussten ihre Zustimmung zur Konkordienformel in einem Revers (Recht) niederlegen. Dabei fiel auch an der philosophischen Fakultät fast die Hälfte der Lehrkräfte zum Opfer. So auch Gruter der als Vertreter eines gemäßigten Humanismus diese aus Gewissensgründen nicht unterschreiben wollte.
Gruter ging an die Universität Heidelberg, wohin ihn Kurfürst Friedrich IV. von der Pfalz als Professor für Geschichte berufen hatte. Hier fand er sich im Kreis junger Wissenschaftler und Schriftsteller mit Martin Opitz, Georg Michael Lingelsheim, Caspar von Barth und Julius Wilhelm Zincgref wieder. In Heidelberg leitete Gruter ab 1603 als Nachfolger von Paul Melissus Schede die Bibliotheca Palatina. Als solcher konnte er in Zusammenarbeit mit Markus Welser und Joseph Justus Scaliger auch eine umfassende Sammlung aller damals bekannten römischen Inschriften veröffentlichen.
Als im September 1622 Johann T’Serclaes von Tilly mit seinen Truppen Heidelberg einnahm, wurde Gruter ins Exil gezwungen. Kurz nach der Eroberung der Stadt veranlasste der päpstliche Gesandte Leone Allacci, nahezu die gesamte Bibliotheca Palatina sowie große Teile von Gruters privater Bibliothek zu beschlagnahmen und nach Rom abzutransportieren. Dort befinden sich die Schriften bis heute als bedeutender Bestandteil der Vatikanischen Bibliothek.
Gruter war viermal verheiratet und verlor Frauen und Kinder durch die Pest und andere Krankheiten. In den Sammlungen der Vatikanischen Bibliothek in Rom findet sich das Epithalamium (Hochzeitsgedicht) „Clarissimo juris utriusque Doctori Domino Jano Grutero Sponso“ von Anton Praetorius für Jan Gruter anlässlich dessen Hochzeit mit seiner 3. Frau Katharina Stöckle aus Speyer am 10. Mai 1601 in Heidelberg.
Im Alter von 67 Jahren starb Jan Gruter im September 1627 auf dem Hofgut Bierhelderhof bei Heidelberg.

## Werke
Gruter veröffentlichte unter anderem Sammelbände von Werken europäischer Dichter und Sprichwörter, eine Weltgeschichte und eine Inschriftensammlung, dazu Gedichtsammlungen. Er verwendete bei seinen Veröffentlichungen gelegentlich das anagrammatische Pseudonym Ranutius Gherus.
Gruters Werke finden sich in allen bedeutenden Bibliotheken. Die Kataloge der British Library in London verzeichnen 73 und der Bibliothèque nationale de France 80 seiner Werke. Im aktuellen online-Katalog des VD 17 finden sich 117 Titel.

## Schriften
- Suspicionum libri IX. Wittenberg 1591 (Erläuterungen und Emendationen zu verschiedenen Textstellen unterschiedlicher antiker Schriftsteller).
- als Herausgeber: Lampas sive fax artium, hoc est thesaurus criticus, quem ex otiosa bibliothecarum custodia eruit. 6 Bände, Frankfurt 1602–1612 (Sammlung verschiedener Abhandlungen zeitgenössischer Gelehrter; ein siebenter Band wurde 1634 durch J. Ph. Pareus herausgegeben).
- Discursus politici in C. Cornelium Tacitum. Heidelberg 1604 (Sachkommentar zu verschiedenen Stellen aus dem Werk des Tacitus).
- Inscriptiones Antiquae Totius orbis Romani, in corpus absolutißimum redactae. Heidelberg 1602–1603 (Sammlung antiker Inschriften); 2., inhaltlich unveränderte Auflage 1616 (Digitalisat).
- unter dem Pseudonym Ranutius Gherus: Deliciae portarum Gallorum, Italorum, Belgicorum etc. Frankfurt 1603–1612 (Sammlung neulateinischer Dichtung).
- Florilegium ethico-politicum – accedunt gnomae paroemiaeque Graecorum, item proverbia Germanica, Italica, Belgica, Gallica, Hispanica. Frankfurt am Main 1610 (Sammlung von Sprichwörtern und Denksprüchen aus verschiedenen Sprachen).
- unter dem Pseudonym Johannes Gualterius: Chronicon Chronicorum ecclestastico-politicum. 4 Bände, Frankfurt am Main 1614 (Zusammenstellung wichtiger Ereignisse der politischen und Kirchengeschichte).
- Florilegium Magnum seu Polyanthea. Band 2, Argentorati 1624 (Fortsetzung des Florilegium ethico-politicum von 1610).
- Bibliotheca exulum seu enchiridion divinae humanaeque prudentiae. Frankfurt am Main 1625 (alphabetisch nach Stichworten geordnete Sammlung von Spruchversen).

## Editionen
- Wilhelm Kühlmann u. a. (Hrsg.): Die deutschen Humanisten. Abteilung 1: Die Kurpfalz. Band I/2: Janus Gruter. Brepols, Turnhout 2005, ISBN 2-503-52017-0 (Sammlung von Texten zur schriftstellerischen und editorischen Tätigkeit Gruters im Rahmen der Rezeption antiker und mittelalterlicher Literatur)